# Télévision par satellite
Ne doit pas être confondu avec Télévision Par Satellite (entreprise).
La télévision par satellite est un mode de télédiffusion retransmettant des chaînes et services de télévision analogiques ou numériques exploitant au moins un satellite en orbite géostationnaire. La captation de ces signaux par un particulier est désignée par « réception directe » individuelle, pour la différencier de la réception collective.

## Zone de couverture et performance technique
Le satellite procure un rendement voisin de 100% pour couvrir une zone géographique allant d'une région jusqu'à plusieurs continents et il représente le moyen de télédiffusion le moins coûteux ramené à son rendement de couverture, notamment par rapport à la télévision numérique terrestre (TNT) et la télédistribution par câble ou par internet IPTV qui nécessitent de multiplier les équipements au sol ou une infrastructure de télédistribution conséquente.

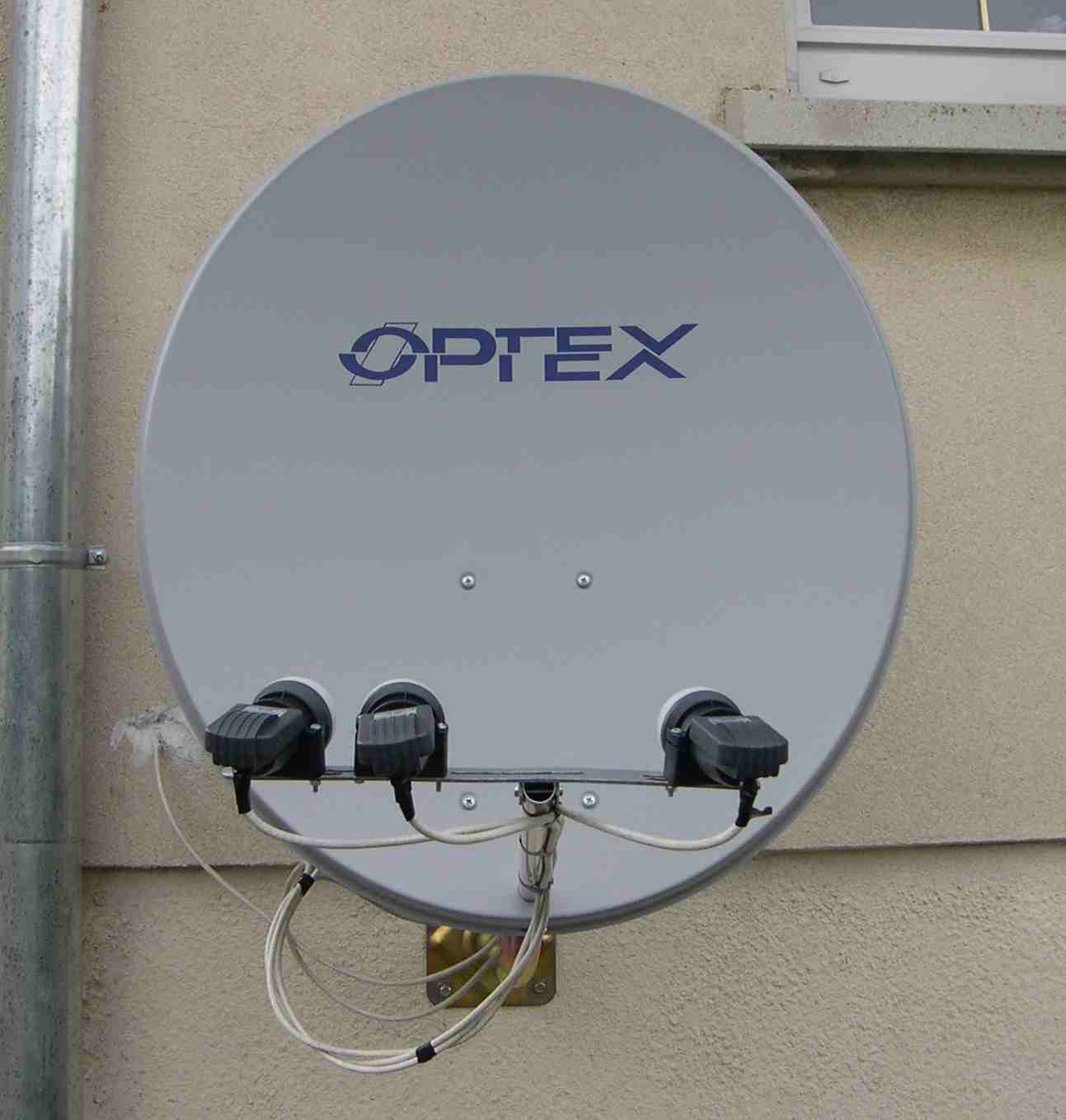
Antenne de réception offset multi-satellite, équipée de trois têtes de réception. Celle-ci capte trois positions orbitales différentes, Atlantic Bird à 5° Ouest, Hot-Bird à 13° Est et Astra à 19° Est.

Seules quelques rares faces abruptes de massifs montagneux ou de vallées profondes ne permettent pas de capter directement un satellite géostationnaire parmi d'autres positions orbitales ; toutefois ces espaces sont peu peuplés voire inhabités. En zone urbaine, des constructions de grande hauteur et des tours peuvent également gêner la réception ; il suffit alors généralement de déplacer l'antenne de réception.
Les réseaux câblés et certains ré-émetteurs de télévision terrestre exploitent les signaux satellitaires pour relayer le signal de certaines chaînes localement.

## Techniques de diffusion

### En modulation analogique
Chaque canal ou « répéteur » (en anglais « transponder ») exploite une fréquence principale pour transmettre la vidéo d'une chaîne ainsi qu'une ou plusieurs sous-porteuses pour la piste audio monophonique ou stéréophonique multilingue ou multicanal qui s'y rattache ainsi qu'éventuellement plusieurs stations de radiophoniques, services audio spécialisés. D'autres services « associés » comme le télétexte comprenant éventuellement de services comme les sous-titres, le guide des programmes, de l'actualité (météorologie), des jeux, , etc. sont véhiculé dans le signal vidéocomposite.
Le signal de télévision composite exploite en Europe, l'Australie et l'Afrique du Sud, la norme 625 lignes en codage couleur au standard PAL, à l'exception notable jusqu'au milieu des années 1990, du codage SÉCAM pour certaines chaînes nationales et thématiques françaises. 
La norme 525 lignes et codage couleur au standard NTSC est plus particulièrement présente en Amérique du Nord ainsi qu'au Japon.
Durant quelques années à partir de la fin des années 1980, le format composantes séparées analogique D2-MAC ou C-MAC ne concerne qu'une fraction minoritaire des chaînes diffusées par satellite.
Le répéteur exploite typiquement une largeur de bande de 36 MHz ou 72 MHz (flotte Eutelsat), qui permet de véhiculer à la fois la télévision, la radio ainsi que d'autres services de télécommunication, notamment. En modulation hertzienne terrestre analogique la norme ne permet d'exploiter qu'une largeur de 8 MHz ou 8 MHz pour chaque chaîne de télévision / fréquence.
Depuis 1995, La diffusion analogique par satellite est progressivement remplacée par les signaux de télédiffusion numérique, principalement à la norme DVB-S puis DVB-S2. Quelques retransmissions analogiques réservées à certains pays d'Afrique, d'Océanie ou d'Asie subsistent encore mais tendent à disparaître progressivement.
Ainsi, pour des motifs de paramétrages du récepteur ou démodulateur analogique, les données à renseigner pour visualiser une chaîne par satellite sont : l'identification du satellite pour la commutation de la tête de réception correspondante (optionnelle s'il y a plusieurs position satellite à capter), la commutation en fonction de la gamme des fréquences basses ou hautes, la commutation de polarisation verticale ou horizontale du signal, la fréquence nominale du canal ou du répéteur sur lequel la chaîne émet, la fréquence sous-porteuse audio et le traitement éventuel ou filtre audio. Ces paramétrages sont mémorisés par le récepteur et peuvent être duppliqués puis sauvegardés en cas de modification éventuelle. Note : la norme vidéocomposite 625 lignes ou 525 lignes ainsi que le standard couleur associé NTSC, PAL ou SECAM n'ont généralement pas à être définis. Seule l'exploitation d'un signal D2 Mac non décodé nécessire un réglage pour les récepteurs également compatibles avec cette norme.

### Télédiffusion numérique
Chaque canal ou « répéteur » (ou encore, transpondeur) exploitant une fréquence principale est exploité pour transmettre un multiplex composé de six à 30 chaînes ou services de télévision et éventuellement une série de programmes radiophoniques), en fonction du type de codage, du taux de compression, des algorithmes, du débit vidéo et audio employés, conformément à la norme Digital Video Broadcasting DVB-S et la norme plus récente DVB-S2.
Pour la vidéo, le codage numérique du signal peut exploiter la norme MPEG-2, la MPEG-4 AVC voire la norme MPEG-4 HEVC pour la télédiffusion, la VOD et les transmissions professionnelles de type « Vsat ».
Les diffuseurs européens exploitent principalement les différents satellites de l'opérateur Eutelsat et Astra 1 de l'opérateur SES pour couvrir le continent européen et tout ou partie du continent africain.
Le service public français exploite notamment le satellite Atlantic Bird 3 de l'opérateur Eutelsat pour couvrir les zones non desservies en TNT par l'offre sans abonnement Fransat.
Les paramétrages du récepteur ou démodulateur numérique sont généralement simplifiés et ses pré-réglages sont prévus dans le logiciel d'installation.
Les données à renseigner pour visualiser une chaîne numérique par satellite sont : l'identification du satellite pour la commutation de la tête de réception correspondante (optionnelle s'il y a plusieurs position satellite à capter), la commutation de polarisation verticale ou horizontale du signal, la fréquence nominale du canal ou du répéteur sur lequel le multiplex véhiculant plusieurs chaînes émet, la valeur de Symbol Rate ou SR représentant le débit de symboles ou données numériques enrichies retransmis par seconde et la valeur de correction d'erreur ou FEC 
(Forward Error Correction) reatif au pourcentage de données utiles par rapport aux données retransmise. Exemple : un FEC de valeur 3/4 signifie qu'un quart des données transmises servent à la correction d'erreurs. D'autres données comme l'identification de la numérotation de la chaîne dans un bouquet sont présentes dans le flux numérique, « Transport Stream » ou dans le flux relatif de la chaîne diffusée en numérique. Ces paramétrages sont mémorisés par le récepteur et peuvent être duppliqués, édités puis sauvegardés en cas de modification manuelle éventuelle. Généralement, lors de la recherche des chaînes, une table actualisée comprenant ces paramètres est retransmises et interprétée dès la réception d'un multiplex.

### Offres en clair et gratuites
Une antenne fixe peut capter des centaines de chaînes de télévision en clair de différentes nationalités, sans abonnement. Avec une antenne fixe multi-satellite, le nombre peut dépasser le millier de chaînes en clair. Avec une antenne motorisée, plusieurs milliers de chaînes de diverses pays peuvent être reçues en clair. L'antenne, le plus souvent de forme parabolique est reliée par une liaison coaxiale, à un récepteur ou démodulateur satellite avec ou sans contrôle d'accès (lecteur de carte d'abonnement à puce) permettant d'accéder aux offres payantes en fonction des zones géographiques et du bouquet de télévision numérique souhaité.
Aux États-Unis, les satellites les plus utilisés pour la télévision numérique en clair sans abonnement « free-to-air » sont :
- Galaxie10R (réseaux de télévision locale terrestre américaine) à 123° ouest ;
- Intelsat Amérique 5 (Globecast, canaux ethniques) à 97° ouest ;
- AMC3 (canaux éducatifs PBS) à 87°W ;
- AMC4 (canaux de réseaux américains, quelques canaux ethniques) à 101° ouest.

Pour les services et offres cryptées et payantes :
- Nimiq 1,2 (ExpressVu) à 91° ouest et 82° ouest ;
- Echostar 6,7,8 (Dish Network) à 119° ouest et 110° ouest ;
- DirecTV 1,2,4s à 101° ouest et 119° ouest ;
- Anik (StarChoice) à 107° et 111° ouest.

## Équipements de réception

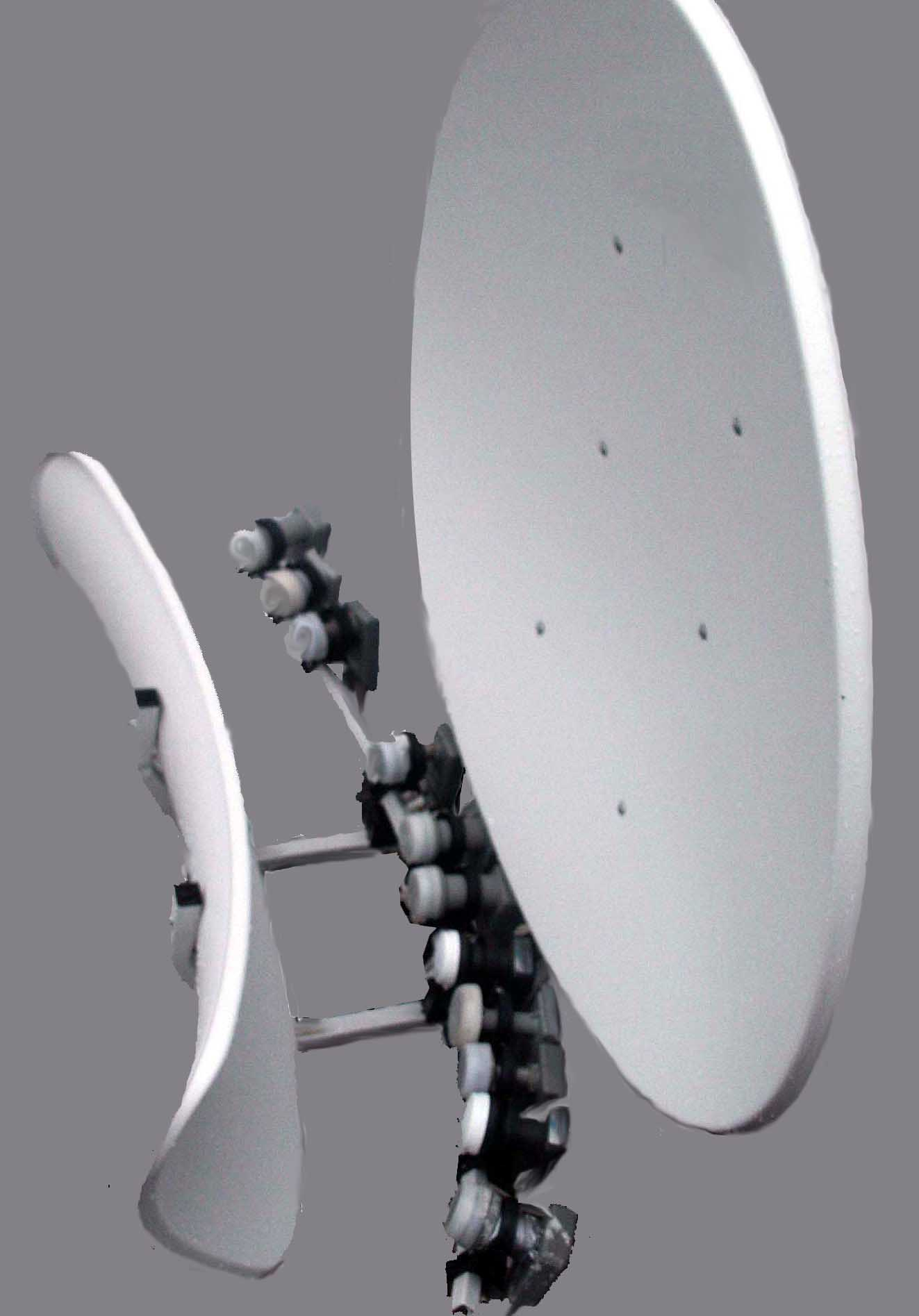
Antenne fixe de type offset permettant la réception de seize positions orbitales.

L'équipement de réception comprend principalement :
- une antenne parabolique équipée d'une ou plusieurs têtes universelles (mono ou bi-satellite) équipées d'un « LNB » (low noise block-converter) ou une « antenne plate » sous forme de panneau ;
- une liaison par câble coaxial ;
- un sélecteur / commutateur de tête pour les installations multi-satellite, de type DiSEqC ;
- un récepteur-démodulateur en diffusion analogique, ou un terminal DVB-S de réception numérique) ;
- des connectiques (HDMI pour les signaux numériques, Péritel en Europe ou RCA dans le reste du monde, pour les signaux analogiques reliant le récepteur au téléviseur ainsi que différents types de liaisons pour véhiculer le son.

Certains récepteurs disposent de deux tuners ou démodulateurs intégrés permettant par exemple, d'enregistrer un programme tout en regardant un autre. Ceux-ci nécessitent le plus souvent deux descentes coaxiales séparées et une tête de réception double adaptée, sauf si les deux chaînes concernées sont diffusées dans les mêmes bandes satellite et la même polarisation du signal (exemple : bande basse, polarisation verticale).
Le partage d'une antenne satellite par plusieurs récepteurs est le plus souvent en mode « étoile » et nécessite une antenne équipée d'une tête disposant d'autant de sorties et de liaisons coaxiales jusqu'à chaque récepteur. La tête double ou « twin » procure deux liaisons, la tête « quad » peut desservir jusqu'à quatre liaisons / récepteurs. Dans le cas d'une télédistribution plus évoluée, la tête de type « quattro » intégrant un système de muti-commutateur est le plus souvent exploitée. 
Les principales marques de téléviseurs commercialisent des modèles intégrant un tuner satellite DVB-S2 (simple ou double). L'emplacement CI du téléviseur permet de s'affranchir d'un récepteur externe en ajoutant une cartouche PCMCIA compatible avec le contrôle d'accès des chaînes payantes cryptées souhaitées. On note que certains opérateurs se refusent à proposer un module CI compatible, préférant leurs récepteurs propriétaires qu'ils entendent louer à leurs abonnés.

## Accès IPTV par satellite et VODThe Love
Une parabole équipée d'une « voie de retour » IP vers le satellite qu'elle capte sur le principe des moyens professionnels de type « Vsat » est exploitée en Europe depuis le début des années 2000 pour l'abonnement à Internet par satellite. Cette fonctionnalité permet d'accéder aux services disponibles sur Internet comme la vidéo à la demande (VOD), la visiophonie et plus d'interactivité combinées à l'accès Internet. Toutefois, du fait du temps que met le signal pour parcourir la distance de 2 fois 36000 kilomètres (liaison montante puis liaison descendante), les fonctionnalités dites en « temps réel » ne sont pas assurées ; telles que les jeux vidéo. La formule « hybride » associant une liaison internet terrestre ou de télécommunication mobile cellulaire intégrée au récepteur satellite permet de contourner cette limite mais elle reste peu fréquente en Europe.
Dès les années 1980, certains industriels se sont inspirés de la technologie militaire pour mettre des paraboles plus « compactes » ou miniaturisées sur le marché : des antennes en forme de tube sur le principe du MMDS, en forme d'entonnoir équipées de concentrateurs optiques et des antennes carénées, plates. Par ailleurs, certains revêtements de toits (tuiles ou ardoises synthétiques) totalement perméables aux ondes satellitaires facilitent désormais l'installation d'une parabole sous un toit. Ces divers dispositifs sont mieux adaptés à la réception numérique qui exploite des dispositifs logiciels pour corriger et optimiser le signal.

## Bouquets par satellite

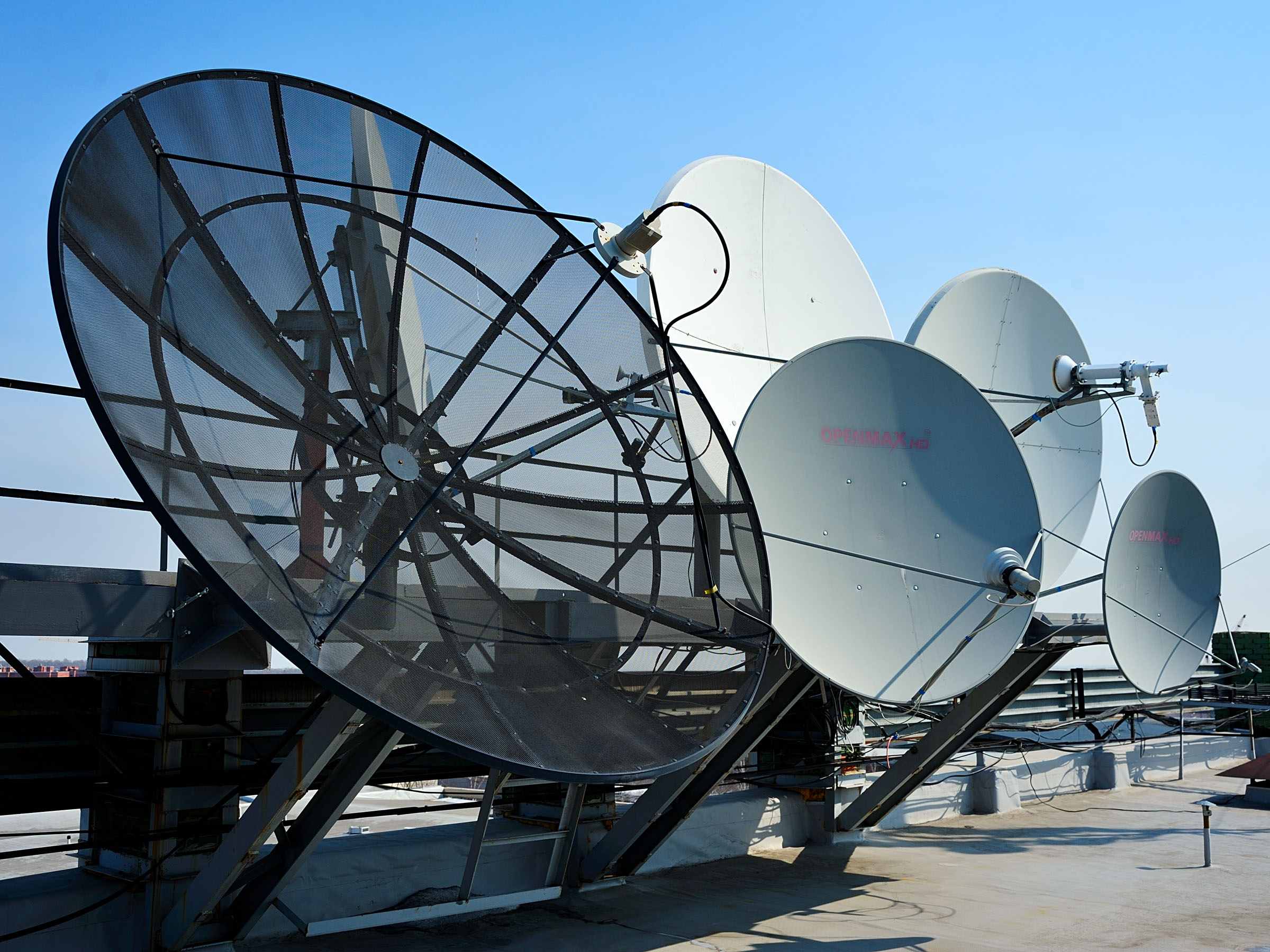
Diverses antennes paraboliques de réception.

La capacité à large bande d'un ou plusieurs satellites permet de retransmettre un ensemble de chaînes de télévision. Les spectres de fréquence utilisés sont principalement : la bande « Ku » allant de 10,9 à 12,75 GHz, la bande de 3,5 à 4,2 GHz, plus connue comme bande « C » et plus rarement, la bande de fréquences allant de 2,5 à 2,7 GHz ou « S ».
La télédiffusion par satellite nécessite à la numérisation ou échantillonnage des signaux vidéo et audio.

## Choix technologiques, contraintes et impacts commerciaux
Le satellite positionné par un lanceur (fusée) en orbite géostationnaire autour de la Terre, à près de 36 000 kilomètres de la Terre, se déplace à la même vitesse que la planète ; il apparaît donc immobile depuis le sol. Ainsi, le point de réception est fixe, à la différence de l'antenne qui doit suivre, s'ajuster ou pister (en anglais « tracking ») le signal de satellites dits « à défilement ». Pour certains services payants, il est nécessaire d'acheter ou de louer un équipement complémentaire intégrant un contrôle d'accès pour les décrypter. La parabole (à partir de 30 €) est parfois offerte lors d'une prise d'abonnement, voire son installation.
L’évolution de la taille des antennes paraboliques et des technologies de diffusion depuis la fin des années 1960, permet le développement de la télévision par satellite comme moyen de réception de télévision pour le particulier. Historiquement, les premiers téléspectateurs du satellite, notamment aux États-Unis, en Europe et en Afrique, exploitent des antennes paraboliques de diamètre dépassant deux voire trois mètres, principalement dans la gamme de fréquences dite « bande C ». 
À la fin des années 1970 et dans les années 1980, la plupart des émissions retransmises sont en clair, non cryptées. L'équipement est alors rare et cher et relativement complexe à installer, d'autant plus que certaines de ces paraboles sont dites « motorisées » ; leur rotation pilotée et pré-programmée par le récepteur-démodulateur, permet de capter différentes positions orbitales. Il est alors souhaitable d'utiliser un téléviseur capable d'afficher toutes les normes et standards vidéo couleurs : 525 lignes et NTSC, 625 lignes SECAM ou PAL. En Europe, la place nécessaire pour installer ces grandes paraboles limite leur implantation en zone urbaine, dès lors que le foyer ne dispose pas de jardin ou de terrasse privative pour les fixer.
Au milieu des années 1980, une nouvelle gamme de télédiffusion commence à être exploitée, dite « bande Ku », ainsi que des satellites capable de délivrer une puissance d'émission plus élevée. Cette nouvelle technique permet à des chaînes et de nouveaux opérateurs de télévision, de se lancer sur une ou plusieurs position orbitale. Sur le plan international et aux États-Unis, l'opérateur satellite Intelsat commence à déployer une constellation permettant de quasiment couvrir toute la planète, tant pour les télécommunications que pour les liaisons vidéo et télévisuelles. 
En 1983, l'Europe avec la France comme initiateur, regroupe plusieurs pays et entreprise publiques pour lancer le premier satellite de l'opérateur Eutelsat fondé en 1977. L'objectif consiste principalement à déployer des services de télécommunication, de radio et de télévision. Toutefois, l'Allemagne et la France décident de lancer et promouvoir une nouvelle technologie de satellites de télédiffusion dits à forte puissance, devant exploiter principalement la nouvelle norme vidéo D2 Mac.
Après de longues années de tergiversations gouvernementales, les satellites français TDF 1 et TDF 2, allemands Kopernicus et TV-Sat ainsi que le suédois Tele-X sont lancés entre 1987 et 1990. Mais ces satellites accusent des dysfonctionnements et certaines limites techniques. L'objectif initial des promoteurs consistait à valoriser la possibilité d'utiliser des antennes de taille réduite, paraboles de diamètres d'environ 35 centimètres ou panneaux plats, tout en délivrant une qualité d'image et de son jusqu'alors inédite pour le grand public. Mais les pannes, le coût des récepteurs-décodeurs D2 Mac et le faible nombre de chaînes proposées voit cette stratégie commerciale échouer.
À la même période, le Luxembourg et des fonds d'investissements nord-américains associés dans l'opérateur S.E.S, lancent le premier satellite de la future flotte nommé « Astra ». À la différence de leurs voisins européens, les britanniques et les luxembourgeois privilégient des satellites de moyenne puissance et la norme 625 lignes et standard couleur PAL, ce qui permet de produire des récepteurs à coûts compétitifs. Plusieurs offres payantes apparaissent et notamment celle qui devient la référence, le bouquet britannique BSkyB.

## Succès et compétition
La formule technique et commerciale des satellites de moyenne puissance s'avère gagnante, d'autant plus que des paraboles de 60 à 80 centimètres de diamètre selon les zones géographiques d'Europe, permettent de capter correctement plusieurs dizaines de nouvelles chaînes, dont la plupart son en clair durant quelques années. En Europe comme aux États-Unis, les opérateurs satellite et de télévision rivalisent pour constituer et diffuser les offres télévisuelles les plus attactives dès la fin des années 1980.
L'avènement de la technologie numérique au milieu des années 1990 provoque un fort engouement du public avec l'apparition d'offres payantes allant d'un coût très compétitif, comme en France l'offre ABsat proposée par le groupe AB, celle de Canalsatellite numérique du groupe Canal+ ou celle de TPS, qui regroupe TF1, France Télévisions, M6 et France Télécom. À la même période, la concurrence fait également rage dans d'autres pays européens et en Amérique du Nord, notamment dans les zones géographiques où les réseaux câblés ne sont pas présents ou ne permettent pas de relier les foyers concernés.
L'offre enrichie de multiples chaînes thématiques, l'amélioration considérable de l'image et du son ainsi que de nouvelles fonctions multimédias comme la télévision à la carte ou « cinéma payant à la séance », engendre un très rapide et fort taux d'équipement en réception individuelle et dans une moindre mesure, collective.

## Principales positions satellitaires

### En Europe continentale
(novembre 2022).
| Satellite                        | Usage |
| -------------------------------- | --- |
| Arabsat 26° est                  | Des dizaines de chaînes arabophones en clair; la réception est cependant délicate, surtout dans le Nord de la France. |
| Astra 1 (constellation) 19° est  | Diffuse l'offre TNTSAT, chaînes nationales françaises sans abonnement ainsi que les bouquets payants parmi lesquels Canalsat et Bis Télévisions, des services réservés aux adultes ainsi que plus de 50 de chaînes en allemand en clair, dont les chaînes publiques allemandes Das Erste et ZDF, la chaîne publique autrichienne ORF 2. La version satellitaire de la télévision publique serbe RTS Sat, la télévision publique polonaise TVP Polonia sont également diffusées en clair, de même que plusieurs chaînes anglophones asiatiques comme CCTV News (Chine), Arirang TV (Corée du Sud) ou NHK World (Japon). |
| Astra 2 28,2° est                | Diffuse principalement des chaînes britanniques nationales, régionales ou thématiques en clair ainsi que le bouquet payant SKY. |
| Atlantic Bird 3 5° ouest         | Diffuse, notamment, les bouquets FRANSAT les chaînes TNT sans abonnement et le bouquet payant Bis Télévisions. |
| Hispasat 30° ouest               | Principalement destiné à la retransmission de programmes en langue espagnole, dont certains sont en clair. |
| Hot-Bird (constellation) 13° est | Diffuse le bouquet payant Bis Télévisions, le bouquet suisse SSR-SRG (crypté mais sans abonnement payant, réservé aux citoyens suisses et une multitude de bouquets et chaînes en clair dans les principales langues, allemand, anglais, arabe, espagnol, français, italien, langues slaves, etc. On y trouve différentes catégories de programmes thématiques en clair. Les chaînes sans abonnement en langue française sont moins nombreuses (TV5 Monde Europe, France 24, i24 News, Euronews, BFM TV, ARTE France, ARTE Allemagne, CGTN Français, CNA Nord Afrique, Canal Algérie, TV Congo, 2M Maroc, ...).        |
| Nilsat 7° ouest                  | idem Arabsat |
| Turksat/Eurasiasat 42° est       | Ces satellites diffusent les chaînes publiques turques du groupe TRT, la chaîne de Chypre du Nord Bayrak TV et de nombreuses chaînes régionales ou thématiques. |

### En Amérique du Nord
| Satellite                               | Usage                                                               |
| --------------------------------------- | ------------------------------------------------------------------- |
| AMC3 87°W                               | canaux éducatifs PBS                                                |
| AMC4 101°W                              |                                                                     |
| Anik 107° et 111° ouest                 | StarChoice (payant)                                                 |
| DirecTV 1,2,4s 101° ouest et 119° ouest | (payant)                                                            |
| Echostar 6,7,8 119° ouest et 110° ouest | Dish Network (payant)                                               |
| Galaxie10R 123°W                        | plusieurs réseaux de télé locale terrestre américain, sauf NBC, PBS |
| Intelsat Amérique 5 97° ouest           | GlobeCast WorldTV, canaux ethniques                                 |
| Nimiq 1,2 91° ouest et 82°W             | ExpressVu (payant)                                                  |

### Sur le continent africain
En Afrique, les satellites les plus utilisés pour la télévision numérique sont :
| Satellite                     | Usage |
| ----------------------------- | --- |
| Eutelsat Sesat & W4 36,0° est | - Bouquet DStv Premium English - Bouquet DStv Premium Français - Bouquet DStv Indian - Bouquet Multichoice Africa en portugais - Bouquet Multichoice Africa en espagnol |
| NSS 7 22,0° ouest             | Bouquet Canal Satellite Horizons - francophone |
| STALLAT-5AB3@ 5° ouest        | Bouquet Africa Sat - francophone |